# Camargo (Chuquisaca)
Camargo ist eine Kleinstadt im Departamento Chuquisaca im südamerikanischen Anden-Staat Bolivien.

## Lage im Nahraum
Camargo ist zentraler Ort des Municipios Camargo und Sitz der Verwaltung der Provinz Nor Cinti. Die Stadt liegt eingebettet von nord-südlich verlaufenden Gebirgsriegeln auf einer Höhe von 2421 m am Río Chico, der flussabwärts zum Río Grande de Cinti fließt (Río Tumusla und Río Cotagaita). Weiter südlich vereinigt sich dieser Fluss mit dem Río San Juan del Oro zum Río Camblaya, der weiter flussabwärts dann Río Pilaya heißt und schließlich in den Río Pilcomayo mündet.

## Geographie
Camargo liegt an den südwestlichen Ausläufern der bolivianischen Cordillera Central, zwischen dem Altiplano im Westen und dem bolivianischen Tiefland im Osten. Das Klima ist ein kühl-gemäßigtes Höhenklima mit typischem Tageszeitenklima, bei dem die mittleren Temperaturen im Tagesverlauf stärker schwanken als im Jahresverlauf.
Die Jahresdurchschnittstemperatur in der Region liegt bei knapp 14 °C (siehe Klimadiagramm Camargo), die Monatsdurchschnittswerte schwanken zwischen knapp 10 °C im Juni/Juli und 16 °C von November bis März. Der Jahresniederschlag beträgt 400 mm und weist sieben aride Monate von April bis Oktober mit Monatswerten unter 20 mm auf, nennenswerte Monatsniederschläge fallen nur von Dezember bis Februar mit Werten von je 80 bis 90 mm.

## Verkehrsnetz
Camargo liegt in einer Entfernung von 350 Straßenkilometern südlich von Sucre, der Hauptstadt des Departamentos.
Durch Camargo verläuft die 1215 Kilometer lange, inzwischen asphaltierte Nationalstraße Ruta 1, die von der peruanischen Grenze am Titicacasee im Norden zur argentinischen Grenze im Süden führt.

## Bevölkerung
Die Einwohnerzahl der Stadt ist in den vergangenen beiden Jahrzehnten um etwa zwei Drittel angestiegen:
| Jahr | Einwohner | Quelle       |
| ---- | --------- | ------------ |
| 1992 | 3789      | Volkszählung |
| 2001 | 4502      | Volkszählung |
| 2012 | 5173      | Volkszählung |
| 2024 |           | Volkszählung |